# 傑拉里叛亂
傑拉里叛亂，是16世紀末和17世紀中期安納托利亞地區反對的一系列叛亂。第一次起義被稱為1519年，在蘇丹塞利姆一世統治時期，在托卡特附近，在一位伊斯蘭教阿列維派傳教士傑拉里的領導下進行。傑拉里的名字後來被奧斯曼歷史家用作稱呼安納托利亞反叛組織的總稱，但其中大多數人與原來的傑拉里派沒有特別的聯繫。
正如歷史學家所使用的那樣，「傑拉里叛亂」主要指的是來自安納托利亞的土匪和軍閥的活動。1590年至1610年，第二波傑拉里叛亂開始，這次是由反叛的省長而不是強盜酋長領導，從1622年持續到1659年被鎮壓。這些叛亂是鄂圖曼帝國歷史上最大和最持久的叛亂。
主要的起義涉及sekbans（非正规火槍手部隊）和西帕希（由土地補助維持的騎兵）。叛亂的目的不是推翻鄂圖曼帝國政府，而是對許多因素造成的社會和經濟危機的反應：16世紀人口增長引起前所未有的人口壓力，與小冰河時代相關的氣候困境，在與哈布斯堡和薩非王朝的长年戰爭中，鄂圖曼帝國數以千計的城市火槍手被動員，他們在復員時轉向成為土匪。傑拉里領導人往往只是尋求被任命為帝國內的省長，而其他人則為特定的政治原因而奮鬥，例如阿巴扎·穆罕默德帕夏試圖推翻在1622年奧斯曼二世重建後建立的耶尼切里政府，或阿巴扎·哈珊帕夏渴望推翻大維齊爾科普魯律·穆罕默德帕夏。